# Oberes Zipfelbachtal mit Seitenklinge und Teilen des Sonnenbergs
Das Naturschutzgebiet Oberes Zipfelbachtal mit Seitenklinge und Teilen des Sonnenbergs liegt auf dem Gebiet der Städte Waiblingen und Winnenden im Rems-Murr-Kreis in Baden-Württemberg.
Das Gebiet erstreckt sich westlich, südwestlich und südlich von Breuningsweiler, einem Stadtteil von Winnenden, entlang des Zipfelbaches. Östlich und südlich des Gebietes verläuft die Kreisstraße K 1913.

## Bedeutung
Das 41,6 ha große Gebiet steht seit dem 18. Mai 2009 unter der Kenn-Nummer 1.275 unter Naturschutz. Es handelt sich um einen strukturreichen, überaus artenreichen Landschaftsausschnitt, bestehend aus extensiv genutztem Grünland, Feuchtwiesen, Streuobstwiesen, aufgelassenen Weinberggrundstücken (zum Teil mit Trockenmauern), Sukzessionsflächen, bewaldeten Klingen und Bachlauf mit naturnahem Ufergehölz als Schutz-, Ausbreitungs- und Rückzugsraum für zahlreiche seltene und/oder gefährdete Tier- und Pflanzenarten.